# 高潤
高 潤（こう じゅん、546年 - 575年）は、中国の北斉の皇族。馮翊王。高歓の十四男。母は鄭大車。字は子沢。

## 経歴
幼いころ高歓に「わが家の千里駒なり」と評された。天保元年（550年）5月に北斉が建てられると、6月に高潤は馮翊王に封ぜられた。まもなく侍中・開府儀同三司に任ぜられた。東北道大行台尚書左僕射・定州刺史となった。刺史のまま都督定瀛幽南北営安平東燕八州諸軍事を加えられた。河清元年（562年）1月、尚書左僕射となった。高潤の容姿は美しく、14、5歳で母の鄭妃と同衾し、不倫のことがあったと噂された。高潤は成長すると官吏の仕事を習いおぼえて、不正の摘発に力をそそいだ。王迴洛と独孤枝が官田を侵奪して賄賂を受けた事件を摘発して、武成帝に賞賛された。太子少師となり、録尚書事を兼ねた。河清3年（564年）3月、司空に上った。天統元年（565年）4月、司空に転じた。天統2年（566年）10月、太尉に転じた。天統3年（567年）8月、大司馬。入朝して司州牧となった。天統5年（569年）11月、太保。河南道行台録尚書事を歴任した。武平2年（571年）9月、太師。武平3年（572年）8月、太尉となった。太宰をつとめ、再び定州刺史となった。武平6年（575年）8月22日、病が高じて州館で死去した。享年は30。仮黄鉞・左丞相の位を追贈された。諡は文昭といった。武平7年（576年）2月11日、鄴城の西北30里の釜水の南に葬られた。
子の高茂徳が後を嗣いだ。

## 伝記資料
- 『北斉書』巻10 列伝第2
- 『北史』巻51 列伝第39
- 斉故侍中仮黄鉞左丞相文昭王墓銘（高潤墓誌）